# Der Mann, der sterben muß
Der Mann, der sterben muß ist ein 1956 gedrehtes, französisch-italienisches Filmdrama. Unter der Regie von Jules Dassin spielen Jean Servais, Carl Möhner, Gert Fröbe und Melina Mercouri die Hauptrollen. Das Drehbuch von Dassin, Ben Barzman und André Obey entstand auf Basis des Romans Christus wird immer wieder gekreuzigt, auch bekannt unter Griechische Passion, von Níkos Kazantzákis.

## Handlung
1921, irgendwo in einem von Griechen besiedelten Dorf in der Türkei. Das Leben der orthodoxen Christen ist von Verfolgung und Drangsalierungen seitens der moslemischen Mehrheit und staatlicher Stellen bestimmt. Alle sieben Jahre wird, gemäß einer alten Tradition der Bürger von Lykovrissi, ein Passionsspiel abgehalten. Dieses Jahr ist es wieder so weit, und der Dorfpope Grigoris verteilt die Rollen. Die junge Witwe Katerina wird auserwählt, Maria Magdalena zu spielen, und der stotternde Hirte Manolios soll, trotz seiner sprachlichen Behinderung, Jesus Christus darstellen. Er kann nicht ahnen, dass bald aus dem Spiel ernst wird und er, ähnlich seiner Figur, all die Leiden, die einst Christus auferlegt wurden, gleichfalls ertragen muss.
Eines Tages ziehen heimatlos gewordene Flüchtlinge, Opfer eines türkisch-moslemischen Massakers an den dort lebenden Christen, unter der Führung ihres Popen Photis durchs Land und machen an diesem Fleckchen, wo sie sich sicher glauben, Halt. Dies geht dem Dorfpopen Grigoris gewaltig gegen den Strich, glaubt er doch, dass die heimatlos Gewordenen die Cholera ins Dorf einschleppen könnten. Außerdem fürchtet er auch für sein Dorf Repressalien durch die Türken. So plant er, das Grüppchen Vertriebener wieder aus dem Dorf zu weisen. Nun aber tritt Manolios, der aus der Passionsgeschichte Christi seine ganz persönlichen, tiefen Lehren gezogen hat, auf den Plan und stellt sich gegen all diejenigen, denen es an Barmherzigkeit gegenüber den Vertriebenen mangelt. Sein aufrichtiges Mit-Leiden für die Umherwandernden ruft die gewalttätigste Reaktion, die sich vorstellen lässt, unter den Seinen hervor: Der den Judas spielende Pannagotaros sticht Manolios zu Tode. So wiederholen sich die Vorgänge von vor 2000 Jahren in einer christlichen Glaubensinsel im moslemischen Nirgendwo.

## Produktionsnotizen
Der Mann, der sterben muß wurde am 4. Mai 1957 in Paris uraufgeführt und lief am 22. November 1957 in Deutschland an. Die deutsche Fernseherstausstrahlung war am 27. März 1964 im ZDF.
Die Filmbauten entwarf Max Douy.

## Synchronisation
Die deutsche Synchronisation entstand nach einem Dialogbuch von Martin Beheim unter der Dialogregie von Konrad P. Rohnstein im Auftrag der Hamburger Real Film Synchron GmbH.
| Darsteller       | Synchronsprecher    | Rolle                  |
| ---------------- | ------------------- | ---------------------- |
| Carl Möhner      | Werner Schumacher   | Lukas                  |
| Lucien Raimbourg | Klaus W. Krause     | Kostandis              |
| Roger Hanin      | Benno Gellenbeck    | Pannagotaros           |
| Maurice Ronet    | Wolfgang Schwarz    | Michelis               |
| Fernand Ledoux   | Wolfgang Eichberger | Grigoris, der Dorfpope |

## Kritiken
„Der Regisseur des erfolgreichsten Kriminalreißers der letzten Jahre (‚Rififi‘) bewältigte eine Aufgabe, an der viele seiner Kollegen scheiterten: Jules Dassin stellte nach dem Roman ‚Griechische Passion‘ des kürzlich verstorbenen Nobelpreis-Aspiranten Niko Kazantzakis einen starken religiösen Film, her. Dassin gewann dem Buch … eine glühende und zugleich kühl komponierte Bildlegende ab. Was hierzulande zu einem frömmelnden Heimatfilm verniedlicht worden wäre, behielt unter dem brutalen Freilicht der dürren, steinigen Berglandschaft Griechenlands einen Rest von elementarer Kraft. Die Schauspieler wirken auch neben den vielen Bauern-Statisten wie Eingeborene, und der drahtig biegsame Pierre Vaneck als stotternder, tumb-weiser Schafhirt entwickelt sich zu einem Christus, der in nichts an gängige Heiligenbildchen erinnert.“

Reclams Filmführer urteilte: „Ein eindrucksvolles Sujet, eine bemerkenswerte Regieleistung! (…) Dassin hat seine Vorlage realistisch verfilmt. Er hat dafür gesorgt, dass das religiöse Thesenthema nicht zur bloßen Erbaulichkeit entartet, und es mit scharfer Sozialkritik angereichert. Geschickt ist die karge Landschaft in die Handlung einbezogen; es gibt vorzügliche darstellerische Leistungen und eine Fülle charakteristischer Chargen.“
Im Lexikon des Internationalen Films steht geschrieben: „Mit großer Eindringlichkeit verfilmt, dramaturgisch gelungen, von kraftvoller Aufrichtigkeit.“

„Nach dem Buch ‚Griechische Passion‘ des in diesen Tagen mit 72 Jahren gestorbenen griechischen Dichters Nikos Kazantzakis entstand diese dramatische Bildfolge von den griechischen Leidensjahren unter türkischer Herrschaft. Der Film hält allerdings dem geistigen Gehalt des Buches nicht stand.“

Die Evangelische Filmgilde kürte den Film im Dezember 1957 zum Film des Monats.